# Ngựa Gypsy

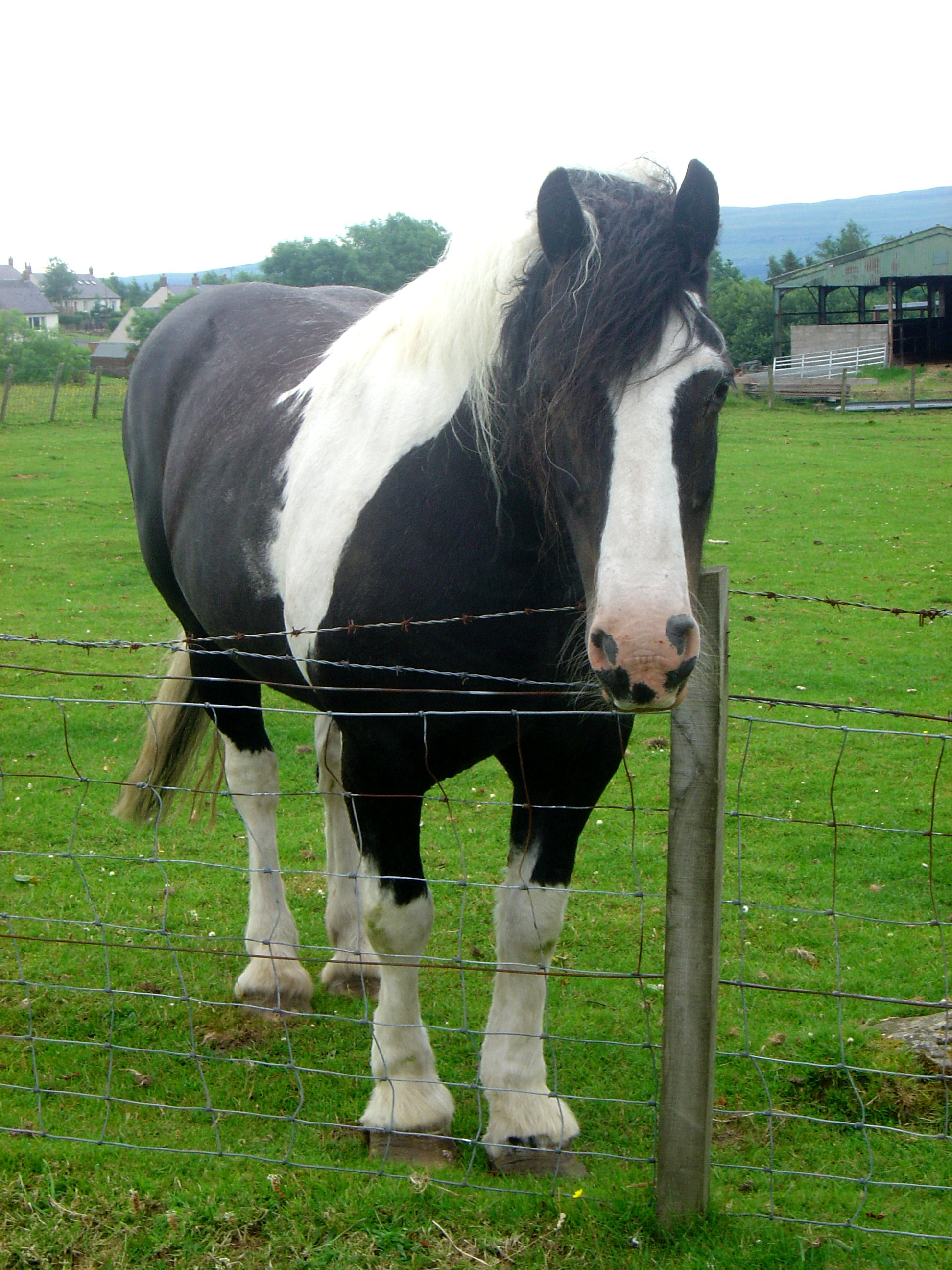
Ngựa Di-gan

Ngựa Gypsy hay còn gọi là ngựa Di-gan là một giống ngựa nhỏ có nhiều lông ở chân, chúng được biết đến với tên gọi là Ngựa Gypsy (Mỹ, Anh, AU), hay còn được gọi là ngựa Cob lang bạt (Anh, New Zealand), ngựa Cob màu (Vương quốc Anh, Ireland, các bộ phận của lục địa châu Âu), Gypsy Vanner (US, CAN), ngựa Cob Ai len và ngựa Tinker (bộ phận của lục địa châu Âu), chúng là một giống ngựa ban đầu được phát triển bởi những người dân Romani bản địa đến đảo Anh, chúng lai tạo để phục vụ cho việc kéo những cái xe mà thực chất là một căn hộ di động của người Di-gan. 

## Tổng quan
Gần đây nhất là năm 1996, con ngựa Gypsy không có cuốn sách stud hoặc đăng ký giống. Tuy nhiên, nó được coi là một giống ngựa hiện nay với nhiều hiệp hội giống trên toàn thế giới dành riêng cho nó. Đây là một con ngựa lùn thuộc giống nhỏ, thường được công nhận cho lông của nó rậm dưới chân và thường màu đen và trắng, hoặc "lốm đốm" và màu lang, màu lông, mặc dù nó có thể có các màu khác là tốt. Các nhà lai tạo ở Anh khen ngợi là một ví dụ điển hình của giống này, trong đó có Cơ bắp mạnh mẽ, đúng dáng chân của một con ngựa kéo, và hành động hào nhoáng.
Khoảng năm 1850, các những người Di-gan của Vương quốc Anh đã bắt đầu sử dụng một loại riêng biệt của con ngựa để kéo cày, trong đó họ chỉ mới bắt đầu để sinh sống và đi lang thang. Các màu sắc khác biệt và cái nhìn của giống hiện đại được tinh chế bằng những người Digan trong giai đoạn sau Thế chiến II. Các nhà lai tạo người Mỹ bắt đầu nhập khẩu ngựa Gypsy và tạo đăng ký đầu tiên của mình vào năm 1996.
Ngày nay, những con ngựa Gypsy tốt nhất được lai tạo ở Kent, Anh bởi một số nhà nhân giống thành lập, hầu hết trong số đó cũng triển lãm và bán con ngựa của họ tại các hội chợ truyền thống. Tại Hoa Kỳ, chương trình con ngựa thi đấu cạnh tranh cho ngựa Gypsy đang tăng lên hàng năm, và một số đăng ký giống Gypsy đã được công nhận liên kết với Equestrian Federation Hoa Kỳ (USEF) và Liên đoàn Dressage Hoa Kỳ (USDF).

## Đặc điểm

### Chiều cao

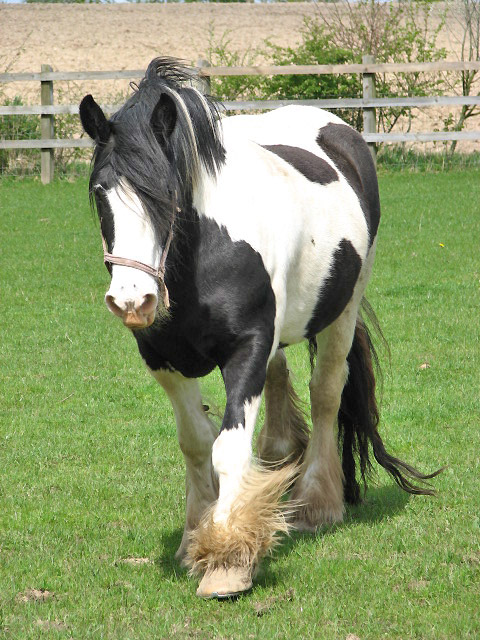
Ngựa Di-gan

Có nhiều Hiệp hội giống cho ngựa Gypsy, với các biến số chủ yếu là ngựa non vị thành niên trong các tiêu chuẩn giống tương ứng của họ. Phạm vi của các đỉnh cao mong muốn thường là 52-64 inches (132–163 cm) ở Hoa Kỳ và Úc, nhưng ở Ireland và lục địa châu Âu, giới hạn chiều cao mong muốn đi lên đến 66 inches (168 cm) đối với một số chủng loại và họ cho phép cả hai nhẹ hơn-xương vừa cũng như ngựa lớn hơn thường mong muốn của các tổ chức của Mỹ.
Một số nghiên cứu lượng cuốn sách có thể loại khác nhau: The Gypsy Horse Registry của Mỹ có hai cách phân loại chiều cao: Phần A cho ngựa thuần chủng dưới 58 inches (147 cm) và Phần B cho con ngựa thuần chủng 58 inches (147 cm) và hơn. Mục của C là cho có ngựa Gypsy lai. Sách stud Hà Lan cho ngựa Gypsy, Nederlands Stamboek voor tinkers, xác định đó như là "ngựa Tinker" phân loại con ngựa thành ba nhóm:. "Cob", "vanner," và "Grai," dựa trên chiều cao tính bằng mét và mức độ tinh tế. Các loại thông số có thể kể đến là 59-61 inches (150–155 cm), và các vanner 61-66 inches (155–168 cm). Các tinh tế hơn "Grai" có thể có kích thước bất kỳ, nhưng thường là trong khoảng 14.3- 16,2 thước nhỏ.
Ngựa Gypsy ngựa nổi tiếng vì sự nhẹ nhàng, tự nhiên dễ xử lý. Ngựa Gypsy là dễ bị bệnh thông thường. Nghiêm trọng nhất trong số này là phù bạch huyết tiến triển mạn tính. Tình trạng này có thể có một thành phần di truyền, như là một điều kiện tương tự ở người. Tuy nhiên, các nghiên cứu cho đến nay vẫn chưa xác định được một gen gây bệnh. Trong số ít quan tâm là viêm da cổ chân ("nhờn gót"). Các môi trường ẩm ướt dưới lông là môi trường lý tưởng cho sự kết hợp của các loại nấm và nhện mà được cho là gây ra nó.

### Dáng vẻ
Con ngựa Gypsy thông thường, nhưng không phải luôn luôn nhiều màu sắc. Nó cũng có thể là sắc trắng và hồng hoặc bất kỳ màu sắc rắn. một con ngựa rắn màu với bắn tung tóe trắng trên bụng được gọi là "Blagdon". Không có yêu cầu màu lông trong tiêu chuẩn giống của Irish Cob Society, Gypsy Vanner Horse Society, Gypsy Horse Registry của Mỹ, hoặc Australasian Gypsy Horse. Kể từ khi con ngựa bắt nguồn từ nước Anh.
Lông và bờm mao dài bắt đầu từ dưới đầu gối của chân trước và chân sau của hai chân sau và chạy xuống chân chảy trên mặt trước và sau của móng guốc, là một thuộc tính có giá trị cao của Gypsy Horse, tóc thẳng mượt và lông là mong muốn, dù hơi thô và thậm chí cả mái tóc lượn sóng và lông được phép, lông không phải là một nhu cầu đăng ký với Cob Society Ireland, trong đó, tuy nhiên, xem xét lông một "tính năng đặc trưng và trang trí của giống Cob Irish".
Các tiêu chuẩn quốc gia gồm Khuôn mặt ngựa Gypsy nên được thẳng, không quá hẳn mũi. Cổ khỏe, cơ bắp, và chiều dài trung bình với một họng chốt sâu hơn một chút so với các giống nhẹ hơn. Ngực rộng, sâu, và rất mạnh mẽ. Chiều dài của dòng bụng nên được hai lần của đường xương sống của mặt sau và các con ngựa không nên xuất. Các tiêu chuẩn giống Hà Lan cho vanner và các loại đòi hỏi một mạnh mẽ, cơ bắp nổi, có lông phong phú, tương tự như của các hiệp hội khác. Các "Grai" được phân loại như là một loại cưỡi nhẹ hơn và tinh tế hơn.
Chân sau mạnh mẽ xác định giống như một ngựa nhỏ, được thiết kế cho sức mạnh nhưng với sự hiện diện và phong cách. Chúng đôi khi được mô tả là có một cái mông quả táo bóng như mông là cũng làm tròn, thân sau kém cơ bắp hoặc một mông quá dốc là không thể chấp nhận. Xương ở chân nên nặng nề, sạch sẽ, và bằng phẳng. GVHS của cuộc gọi chuẩn cho một chiều dài của chân có tỷ lệ 55% đến 45%. Chân trước phải sạch và phẳng ở các khớp cũng như xương; cổ chân trước nên dốc ở cùng một góc như vai và không nên ngắn. Một đường thẳng vẽ từ điểm mông nên chạm vào mặt sau của cổ chân, chạy "song song" vào xương pháo, và chạm đất trực tiếp phía sau "trung tâm của gót chân".
Cổ chân và móng góc độ của chân sau có nhiều dọc hơn chân trước, thường là trên 50 độ móng guốc tròn và có gót rộng. Hai chân sau của ngựa Gypsy gập góc thích hợp cho một con ngựa kéo. Con ngựa Gypsy có dáng đặc biệt. Con ngựa Gypsy phải là một "mạnh mẽ, thông minh mà làm việc tự nguyện và hòa hợp với việc điều khiển của nó. Chúng cũng được mô tả là lễ phép và quản lý được, háo hức để làm hài lòng, tự tin, dũng cảm, cảnh giác, và trung thành.

### Thời cận đại

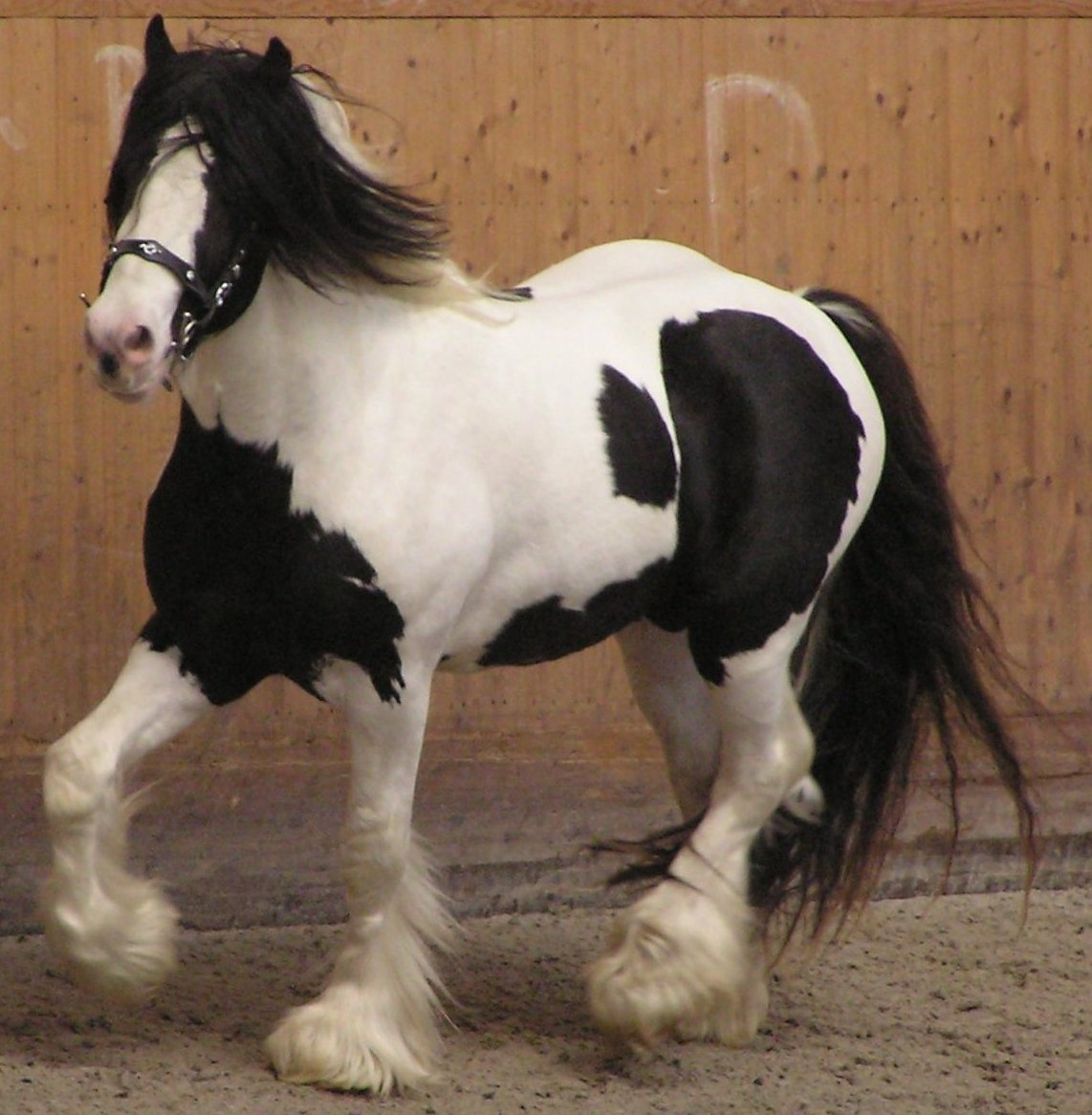

## Lịch sử